# كأس سلوفاكيا 2011–12
كأس سلوفاكيا 2011–12 هو الموسم 19 من كأس سلوفاكيا. أقيم خلال الفترة 23 أغسطس 2011 وحتى 8 مايو 2012، وكان عدد الأندية المشاركة فيه 53، وفاز فيه نادي جيلينا.